# Гордєєв Андрій Львович
Андрі́й Льво́вич Гордє́єв (рос. Андрей Львович Гордеев, * 1 квітня 1975) — російський футбольний тренер, протягом весняної частини сезону 2010-11 був головним тренером донецького «Металурга». У минулому — футбольний захисник.

## Кар'єра гравця
Вихованець московського футболу. На дорослому рівні дебютував 1992 року в місцевій команді ТРАСКО, протягом 1993—1995 років грав за іншу московську нижчолігову команду «Чертанове». Там його помітили представники клубу вищої ліги «Динамо» (Москва), з яким гравець 1996 року уклав контракт. Грав за цей клуб протягом трьох сезонів, у складі головної «динамівської» команди за цей час взяв участь лише в 10 матчах національного чемпіонату.
1999 року переїхав до Махачкали, уклавши контракт з місцевим «Анжі». Того ж року допоміг команді стати переможцем першого дивізіону російської футбольної першості. Відіграв за махачкалінську команду до 2005 року, у тому числі три сезони (з 2000 по 2002) у вищій російській лізі.
Протягом 2005—2006 років виступав у Воронежі за місцевий «Факел» (перша ліга). Останнім клубом ігрової кар'єри футболіста стала нижчолігова московська команда «Спортакадемклуб», кольори якої він захищав в сезоні 2007 року.

## Тренерська кар'єра
Досить рано, у 32 роки, завершивши ігрову кар'єру, відразу спробував свої сили на тренерській роботі, прийнявши пропозицію головного тренера підмосковного «Сатурна» очолити молодіжну команду клубу. Молодіжний склад «Сатурна» демонстрував непогані результати, і, коли в середині травня 2009 року через низку провальних матчів головної команди клубу її головного тренера Юргена Ребера було відправлено у відставку, на його місце було призначено Гордєєва. Очолював команду «Сатурна» до грудня 2010 року, коли через фінансові негаразди клуб припинив своє існування.
12 січня 2011 року Андрія Гордєєва було представлено як головного тренера клуба української Прем'єр-ліги донецького «Металурга». Контракт було укладено терміном на три роки. Однак тренер був відправлений у відставку вже на початку травня того ж року, провівши на чолі донецької команди лише 8 матчів чемпіонату. Формальним приводом для відставки стала нищівна домашня поразка від київського «Арсенала» 30 квітня 2011 року (1:5).